# Тихомир Станић
Тихомир Станић (Шешковци код Лакташа, 17. новембар 1960) српски је глумац и продуцент.

## Биографија
Тихомир Станић је рођен у Шешковцима, а детињство је провео у Козарској Дубици, где му је отац био учитељ. Уписао је Академију драмских уметности у Новом Саду, у класи професора Дејана Мијача.
Био је члан ансамбла Српског народног позоришта у Новом Саду. Од 1987. године члан је ансамбла Атељеа 212 у Београду. Одиграо је више од 100 улога на готово свим београдским позоришним сценама, као и у позориштима у Новом Саду, Сомбору, Суботици, Вршцу, Бањој Луци, Подгорици. У драмским програмима ТВ Нови Сад и ТВ Београд одиграо је велики број значајних личности из српске историје и књижевности: Доситеја Обрадовића, Саву Мркаља, Јована Стерију Поповића, Бранка Радичевића, Милоша Црњанског, Стевана Сремца, Иву Андрића, краља Александра Обреновића, Борислава Пекића.
Председник је Савеза драмских уметника Србије од 1998. до 2000. године. Умјетнички директор Народног позоришта Републике Српске у Бањој Луци од 2005. до 2007. године. Оснивач је продуцентских кућа „Балкан филм“ (седиште у Републици Српској) и "Дрина филм" (седиште у Београду) у оквиру којих продуцира игране филмове од 2007. године. Био је продуцент или ко-продуцент играних филмова Турнеја Горана Марковића, Неке друге приче омнибус пет редитељки, Непријатељ Дејана Зечевића, Топ је био врео Бобана Скерлића и Фалсификатор Горана Марковића. Пише левом руком.

## Улоге у позоришту
Српско народно позориште, Нови Сад
- Младић (Ђ. Лебовић, Долња земља, 1981)
- Сеп (Ф. К. Крец, Кућа страве, 1981)
- Господин IV (В. Гомбрович, Венчање, 1981)
- ***** (М. Бећковић, М. Витезовић и Н. Петровић, Хајд' у парк кабаре, 1982)
- Коста Милин (В. Петровић и Ђ. Лебовић, Раванград 1900, 1982)
- Теодор Рум (Д. Радовић и М. Беловић, Капетан Џон Пиплфокс, 1982)
- Јаков (А. П. Чехов, Платонов, 1982)
- Лисандер (В. Шекспир, Сан летње ноћи, 1983)
- Човек с омчом (Б. Црнчевић и Н. Петровић, Чекајући кабаре, 1984)
- Дон Јере (Р. Маринковић, Глорија, 1984)
- Дон Карлос (Молијер, Дон Жуан, 1984)
- Друг из Среза (Т. Партљич, Мој тата, социјалистички кулак, 1984)
- 13. Ерл од Гернија (П. Барнс, Владајућа класа, 1985)
- Младен Јурковић Хераклид (И. Брешан, Археолошка искапања код села Диљ, 1986)
- Жоја Рибар (Д. Ковачевић, Свети Георгије убива аждаху, 1986)
- Шандор Лепршић (Ј. С. Поповић, Родољупци, 1986)
- Октав (Д. Јовановић, Живот провинцијских плејбоја после Другог светског рата, 1987)
- Алекса (Ј. С. Поповић, Лажа и паралажа, 1991; од 1993)
- Висконт де Валмон (Ш. де Лакло и К. Хемптон, Опасне везе, 1997).

Позориште "Бошко Буха", Београд
- Ричард Свивелер (Ч. Дикенс, Стара продавница реткости, 1982)

Народно позориште, Суботица
- Жак и Витез Ендру Језолики (В. Шекспир, Како вам драго, 1983)
- Адмет (Еурипид, Алкестида, 1990).

Народно позориште, Београд
- Ракитин (Ф. М. Достојевски, Браћа Карамазови, 1984)
- Орест (Есхил, Орестија, 1989)
- Дон Жуан (Молијер, Дон Жуан, 1995)
- Брус Деламитри (Б. Елтон, Поп корн, 1998)
- Господин Марић (В. Огњеновић, Милева Ајнштајн, 2001)
- Павел Волков/Павле Вуковић (Р. Петковић, Судбина и коментари, 2002)
- Мефисто (Ј. В. фон Гете, Фауст, први део, 2002)
- Мефисто (Ј. В. фон Гете, Фауст, други део, 2003)
- Покојни Јанко Савски (Д. Ковачевић, Сабирни центар, 2003)
- Божији човек (Г. Петровић, Скела, 2004. у Орашцу)
- Александар Игњатијевич Вершињин (А. П. Чехов, Три сестре, 2006)
- Дезмонд Мортон (Р. Харвуд, Државни службеници, 2010).

Позориште на Теразијама, Београд
- Песник (А. Шницлер, Вртешка, 1984)
- Оберон (М. Поповић, Вилијева менажерија, 1988)
- Ватлен (Ж. Фејдо, Крпени, 1989)

Позориште "Годо-фест", Београд и СКЦ, Београд
- Клов (С. Бекет, Крај партије, 1984)

Позориште "Двориште", Београд
- Јулио (Непознати аутор, Венецијанка, 1985)
- Дон Кихот, (М. А. Булгаков по Сервантесу, Дон Кихот, 1987)

Атеље 212, Београд
- Андреј (И. Димић, Пред огледалом, 1986)
- Микан Бесни (Д. Ковачевић, Свети Георгије убива аждаху, 1986)
- Џек (В. Хавел, Просјачка опера, 1985; од 1987)
- Боштјан Зупанчич (С. Селенић, Косанчићев венац 7, 1982; од 1987)
- Ханс Хансен (Н. Прокић, Страх за границу, 1987)
- Игор Заточник (А. Гољевшчек, Под Прешерновом бистом, 1987)
- Креонт (В. Лукић, Тебанска куга, 1987)
- Други службеник (Г. Михић, Сироти мали хрчки, 1987)
- Илија Гарашанин (Б. Пекић, Цинцари или Корешподенција, 1980; од 1988)
- Штефан Дерганц (А. Гољевшчек, Под Прешерновом бистом, 1987; од 1988)
- Гаврило (А. С. Пушкин, Борис Годунов, 1988)
- Бригадир/Полицајац (Ђ. Швајда, Химна, 1988)
- Томас (Л. Нурен, Демони, 1987; од 1989)
- Миле Вуковић (Д. Ковачевић, Свети Георгије убива аждаху, 1986; од 1989)
- Млади Стеван (С. Селенић, Очеви и оци, 1990)
- ***** (Гала корисница: Атеље 212 кроз векове, 1990)
- Дане Нежења (Д. Ковачевић, Свети Георгије убива аждаху, 1986; од 1991)
- Сангвино (Ђ. Бруно, Свећар, 1992)
- Березин (Ж. Фејдо, Кнегиња од Фоли Бержера, 1992)
- Учитељ Мићун (Д. Ковачевић, Свети Георгије убива аждаху, 1986; од 1992)
- Јегор Васиљевич Курчајев (А. Н. Островски, Кола мудрости, двоја лудости, 1993)
- Професор Паолино (Л. Пирандело, Човек, звер и врлина, 1993)
- Алекса (Ј. С. Поповић, Лажа и паралажа, 1993)
- Освалд Алвинг (Х. Ибзен, Авети, 1994)
- Бангеја Клепац (А. Поповић, Чарлама збогом, 1995)
- Сава Шумановић (С. Велмар-Јанковић, Лагум, 1995)
- Марк (Ј. Реза, Арт, 1997)
- Сергеј Павлович Голупков (М. А. Булгаков, Бекство, 1997)
- Михајло Медовић (М. Радовић, Чорба од канаринца, 1999)
- Михајло Васиљевич Платонов (А. П. Чехов, М. Фрејн, Дивљи мед, 2000)
- Човек (Г. Марковић, Парови, 1999; од 2001)
- Вилотијевић (Љ. Симовић, Чудо у Шаргану, 2002)
- Др Абу Кабир Муавија, Турски војник и Фараби Ибн Кора (М. Павић, Хазарски речник, 2002, са „Сава“ центром и „Театром Томажа Пандура“)
- Хомлес (Б. Србљановић, Америка, други део, 2003)
- Хенрик Четврти (Л. Пирандело, Хенрик Четврти, 2004)
- Џим (К. Макферсон, Брана, 2004)
- Гроф од Глостера (В. Шекспир, Краљ Лир, 2005)
- Лукас (Т. Бернхард, Трг хероја, 2005)
- Владимир (С. Бекет, Чекајући Годоа, 2006)
- Кип (П. Марбер, Дон Жуан у Сохоу, 2007)
- Чика Драги (А. Поповић, Смртоносна мотористика, 2005; од 2008)
- Мишел Улије (Ј. Реза, Бог масакра, 2008)
- Бли (Ј. Мијовић, Бли, 2009)
- Гери Прадо, Фидел Кастро и Новинар (Х. П. Фајнман, Расправа са Ернестом Че Геваром, 2010)
- Управник поште (Н. В. Гогољ, Ревизор, 2013)
- Раух (Е. фон Хорват, Казимир и Каролина, 2014)
- Данило (М. Кнежевић, Кафа и цигарете, 2015)
- Борко Грацин (А. Поповић, Мрешћење шарана, 2016)
- Кенет (М. Бартлет, Љубав, љубав, љубав, 2017)
- Љубиша (Д. Михаиловић, Петријин венац, 2018)
- Пикасо (Џ. Хачер, Један Пикасо, 2020)

Београдско драмско позориште, Београд
- Јожеф Шајтош (И. Ерши, Саслушање, 1987)
- Карлос II, Филип IV и Филип V (П. Барнс, Карлос II омађијани, 1988)
- ***** (Ф. М. Достојевски, Коцкар, монодрама, 1992)
- Ричард Рома (Д. Мемет, Гленгери Глен Рос, 2003)
- Хауард Робинсон (Ч. Веб, Дипломац, 2004)
- Анђелко (Г. Марковић, Фалсификатор, 2009).

Звездара театар, Београд
- Јоцо (И. Брешан, Хамлет у Мрдуши Доњој, 1988, са Град-театром Будва)
- Судац (П. Кочић, Јазавац пред судом, 2005; од 2006, са НП РС, Бања Лука-турнеја по САД)
- Даниел Гули (В. Ђурђевић, Бајка о позоришту, 2014)

Отворено позориште ДК „Студентски град“, Београд:
- Пијанист (Ж. Ануј, Женски оркестар, 1989).

Југоконцерт – Народни музеј, Београд:
- Иво Андрић (И. Андрић, Разговор са Гојом, 1992).

Студентски културни центар, Београд:
- (Х. Балетић, С. Јестровић и М. Белецо, Београдске приче 2, 1993)
- ***** (Д. Симеуновић, Нови светски поредак, 1995)

Земунски театар „Гардош“, Земун:
- Леонардо (П. Барнс, Леонардова последња вечера, 1994)

Удружење драмских уметника Србије, Београд
- (Р. Кус, Детињарије, монодрама, 1996, у Битеф театру)
- Иво Андрић (И. Андрић, Мостови, монодрама по роману На Дрини ћуприја, 1998)
- Театармахер (Т. Бернхард, Театармахер, 2016).

Народно позориште Републике Српске, Бања Лука
- Вилхелм Сајлер (Б. Михајловић-Михиз, Командант Сајлер, 1998)
- Цар Едип (В. Лукић, Тебанска куга, 1999)
- Ђорђе Џандар (Д. Ковачевић, Свети Георгије убива аждаху, 2005)
- Члан управног одбора (Б. Ћопић, Магареће године, 2006)

Народно позориште „Стерија“, Вршац
- Тома Мелентијевић (Б. Нушић, Свет, 2003)

Југословенско драмско позориште, Београд
- Гавриловић (Ј. С. Поповић, Родољупци, 2003)

Позориште "Модерна гаража", Београд
- Милан Обреновић (Б. Петковић, Цветови зла, 2004).

Битеф театар, Београд
- Дон Луј (Молијер, Дон Жуан, 2005).

Продукција „Work in Progress“, Београд:
- Базилије и Богдан Диклић (Г. Марковић, Осма седница или Живот је сан, 2006)

Позориштанце "Пуж", Београд
- Др Мика Душић (Б. Милићевић и С. Алексић, Весели времеплов, 2007)

Спомен дом „Режевићи“, Петровац:
- Стефан Митров Љубиша (С. Ковачевић и Д. Ђуровић, Љубишине пасторалије, 2007)

Опера и театар „Мадленијанум“, Земун
- Доктор Голајтли (Т. Капот, Доручак код Тифанија, 2011)
- Карењин (Л. Н. Толстој, Ана Карењина, 2014)
- Аугуст фон Мајснер (Г. Марковић, Мале тајне, 2015)
- Милош Црњански (И. Вујић и С. Миловановић, Милош Црњански, 2015)
- Ђакомо Ђироламо Казанова (М. Илић, Казанова против Дон Жуана, 2019)

Фестивал култура Дунава „Дунавфест 2013“, Београд:
- Наратор (М. Критовул, Опсада и пад Константинопоља 1453, 2013).
- Наратор, драмско тумачење романа "На Дрини ћуприја" Иве Андрића

Црногорско народно позориште, Подгорица:
- Милован Ђилас (Р. Војводић, Everyman Ђилас, 2013).

## Улоге на филму и ТВ
| Год.        | Назив                                      | Улога                        |
| ----------- | ------------------------------------------ | ---------------------------- |
| 1980-е      |                                            |                              |
| 1981.       | Свињски отац                               | Стева Васиљевић              |
| 1981.       | База на Дунаву                             |                              |
| 1982.       | Прогон                                     | Рањени партизан              |
| 1983.       | Снохватице                                 | Бранко Радичевић             |
| 1983.       | Мртви се не враћају (мини-серија)          |                              |
| 1983.       | Крај партије                               | Клов                         |
| 1983.       | Велики транспорт                           | Изгладнели младић            |
| 1983.       | Оштрица бријача                            |                              |
| 1984.       | Наш учитељ четвртог разреда                | Поп Душан                    |
| 1985.       | Једна половина дана                        | Партизан дезертер            |
| 1986.       | Ловац против топа                          | Шверцер                      |
| 1986.       | Мегсхонтхолоноцк                           |                              |
| 1986.       | Вртешка (ТВ)                               |                              |
| 1987.       | Преполовљени (ТВ филм)                     |                              |
| 1988.       | Лето (ТВ)                                  | Павлуша                      |
| 1986.       | Шпадијер-један живот                       | Антонић                      |
| 1986.       | Херој улице (ТВ)                           | Инспектор                    |
| 1988.       | Роман о Лондону (мини-серија)              | Антонов                      |
| 1988.       | Смрт годишњег доба (ТВ филм)               | Петар                        |
| 1988.       | Крај партије                               |                              |
| 1987—1988.  | Вук Караџић                                | Сава Мркаљ                   |
| 1990-е      |                                            |                              |
| 1990.       | Гала корисница: Атеље 212 кроз векове      |                              |
| 1990.       | Јастук гроба мог                           | Учитељ музике Мартини        |
| 1990.       | Последњи валцер у Сарајеву                 | Гаврило Принцип              |
| 1991.       | Смрт госпође министарке                    | Капетан Грубер               |
| 1993.       | Рај                                        | Милош Црњански               |
| 1993.       | Театар у Срба                              |                              |
| 1994.       | Вечита славина                             | Стојан                       |
| 1995.       | Симпатија и антипатија                     | Јован Стерија Поповић        |
| 1995.       | Знакови                                    | Иво Андрић                   |
| 1995.       | Крај династије Обреновић                   | Краљ Александар Обреновић    |
| 1995.       | Отворена врата                             | ТВ водитељ/Жилијен, селектор |
| 1996.       | Очеви и оци                                | Млади Стеван                 |
| 1997.       | Расте трава                                | Кнежевић                     |
| 1998.       | Никољдан 1901. године                      | Пера Поповић                 |
| 1998.       | Бекство (ТВ)                               | Сергеј Павлович Голупков     |
| 1998.       | Голубовића апотека                         | Марко                        |
| 1998.       | Недовршена симфонија                       | Др Холенштајнер              |
| 1998.       | Лајање на звезде                           | Иво Андрић                   |
| 1998.       | Лагум                                      | Сава Шумановић               |
| 1999.       | Мејдан Симеуна Ђака                        | Аустријски капетан           |
| 1999.       | Жене, људи и остало                        | Свештеник                    |
| 2000-е      |                                            |                              |
| 2000.       | Мефисто                                    |                              |
| 2000.       | Луђе од луђег                              | Борислав Пекић               |
| 2001.       | Чорба од канаринца                         | Меда                         |
| 2002.       | Зона Замфирова                             | Стеван Сремац                |
| 2003.       | Арт                                        | Марк                         |
| 2003.       | Казнени простор 2 (серија)                 | Сима                         |
| 2004.       | Цветови зла                                | краљ Милан Обреновић         |
| 2004.       | Скела                                      | Божји човек                  |
| 2004.       | Карађорђе и позориште                      | Наратор                      |
| 2004.       | Пљачка Трећег рајха                        | Наредник Муци                |
| 2004.       | Лифт                                       | Миша Кутузов                 |
| 2005.       | Флерт                                      | Коста                        |
| 2005.       | У ординацији                               | Др. Срђа Злопоглеђа          |
| 2005.       | Буђење из мртвих                           | Рале                         |
| 2007.       | Христос воскресе                           | Јован                        |
| 2007.       | Одбачен                                    | Мушка персона                |
| 2008.       | Ближњи                                     | Прилика                      |
| 2008.       | Краљевина Србија                           | Јован Ристић                 |
| 2008.       | Турнеја                                    | Станислав                    |
| 2008.       | Последња аудијенција                       | Стојан Протић                |
| 2008.       | Април и детективи (ТВ филм)                | Главни метеоролог            |
| 2008.       | Мој рођак са села                          | Татић                        |
| 2009.       | Заувијек млад                              |                              |
| 2009.       | Добро јутро и довиђења                     | Стојан Протић                |
| 2009.       | Мој ујак                                   | Ујак                         |
| 2011.       | Непријатељ                                 | Даба                         |
| 2011.       | Жућко - Прича о Радивоју Кораћу            | Иво Андрић                   |
| 2011.       | Игра истине                                | Милутин Станковић            |
| 2012.       | Доктор Реј и ђаволи                        | Ивица                        |
| 2012.       | Фалсификатор                               | Анђелко                      |
| 2012—2018.  | Војна академија (ТВ серија)                | Пуковник/Генерал Зековић     |
| 2013.       | Војна академија 2                          | Генерал Зековић              |
| 2014.       | Ургентни центар                            | Сава Гарић                   |
| 2014.       | Мали Будо                                  | Крсто                        |
| 2014.       | Топ је био врео                            | Исмет                        |
| 2015.       | Док су они летели на Месец                 | Он                           |
| 2015.       | Небо изнад нас                             | Зоран                        |
| 2016.       | Браћа по бабине линије                     | доктор                       |
| 2016.       | Село гори, а баба се чешља                 | доктор                       |
| 2016.       | Јесен самураја                             | очух                         |
| 2016.       | Дневник машиновође                         | Самоубица                    |
| 2016.       | Инкарнација                                | инспектор                    |
| 2016—2022.  | Убице мог оца                              | Предраг Марјановић           |
| 2016.       | Слепи путник на броду лудака               | др Стојимировић              |
| 2017—2019.  | Пси лају, ветар носи                       | Ставра                       |
| 2017.       | Santa Maria della Salute                   | Јован Јовановић Змај         |
| 2017.       | Између дана и ноћи                         | Човек на аеродрому           |
| 2018.       | Шифра Деспот                               | Искушеник Гаврило            |
| 2018.       | Систем                                     | власник BMW-a                |
| 2019.       | Делиријум тременс                          | Даги                         |
| 2019.       | Дневник Диане Будисављевић                 | Марко Видаковић              |
| 2019.       | Пијавице                                   | Јаша Алкалај                 |
| 2019.       | Четири руже                                | Мома                         |
| 2020-е      |                                            |                              |
| 2017—2020.  | Српски јунаци средњег века                 | наратор                      |
| 2020.       | Пролеће на последњем језеру                | Иво Андрић                   |
| 2019—2020.  | Преживети Београд                          | Гаја                         |
| 2019—2022.  | Државни службеник                          | Предраг Марјановић           |
| 2020.       | Студенац                                   |                              |
| 2020—2022.  | Клан (ТВ серија)                           | Ђура Ђорђевић                |
| 2020—У току | Камионџије д. о. о.                        | Жића                         |
| 2021.       | Дођи јуче                                  | Секула                       |
| 2021.       | Александар од Југославије                  | Мехмед Спахо                 |
| 2021—2022.  | Радио Милева                               | Живорад Ћук                  |
| 2021.       | Пуцњи у Марсеју (документарно-играни филм) |                              |
| 2021—2022.  | Бранилац (серија)                          | Филота Фила                  |
| 2021.       | Феликс (ТВ серија)                         | Симеон                       |
| 2021.       | Грозна деца                                | адвокат                      |
| 2022.       | Златни дечко (филм)                        | Омер                         |
| 2022.       | Златни дечко (ТВ серија)                   | Омер                         |
| 2022.       | Празник празнине                           | професор Филиповић           |
| 2022.       | Вера                                       | Коста Пећанац                |
| 2022.       | Ала је леп овај свет                       | Бранко                       |
| 2022.       | Шетња с лавом                              | Бранко                       |
| 2022.       | Бунар (ТВ серија)                          | Декан Безбрадица             |
| 2023.       | Вера (серија)                              | Коста Пећанац                |
| 2023.       | На рубу памети (серија)                    | Цане Голубић                 |
| 2020-2023.  | 12 речи                                    | Томислав Грубор              |
| 2023.       | Поред тебе                                 |                              |
| 2022-2024.  | Азбука нашег живота                        | Жељко                        |
| 2024.       | Буди Бог с нама                            |                              |
| 2024.       | Нобеловац                                  | Иво Андрић                   |
| 2024.       | Блок 5                                     | Брабец                       |
| 2025.       | Михољско лето (серија)                     |                              |

## Улоге у радио драмама
- Вјера Бенкова Попитова: Велики криминални догађаји, р. Невена Настасић, Радио Нови Сад, април 1980.
- Александар Тишма: Употреба човека, р. Гордана Бошков, Радио Нови Сад, фебруар 1981.
- Петар Милосављевић: Живот песме Лазе Костића: Santa Maria de la Salute, р. Душан Михаиловић, Радио Нови Сад, децембар 1985.
- Мирослав Исаковић: Нестанак, р. Бранислав Свилокос, Радио Нови Сад, април 1986.
- Мирон Кањух: Петар Чаловка, р. Бранислав Свилокос, Радио Нови Сад, мај 1986.
- Мирослав Беловић: Шпанска ероика, р. Мирослав Беловић, Радио Нови Сад, октобар 1986.
- Анђелко Ердељанин: Среће нема, р. Невена Јанковић, Радио Нови Сад, новембар 1986.
- Раде Николић: Похвала Вуку, р. Радослав Златан Дорић, Радио Нови Сад, април 1987.
- Атила Балаж: Ноћни интермецо, р. Тибор Вајда, Радио Нови Сад, април 1987.
- Павле Јанковић Шоле: Сви уза зид, р. Драган Јовић, Радио Нови Сад, октобар 1987.
- Иван Ивановић: Шопска амбасада, р. Радослав Дорић, Радио Нови Сад, фебруар 1988.
- Готхолд Ефраим Лесинг: Филотас, р. Петар Теслић, Радио Београд, септембар 1990.
- Андреас Амер, Карл Лудвиг Рахерт: Орбис аудитус, р. Петар Теслић, Радио Београд, фебруар 1991.
- Александар Поповић: Бела кафа, р. Небојша Брадић, Радио Београд, октобар 1991.
- Владимир Пиштало: Манифест наде, р. Ненад Пурић, Радио Београд, децембар 1992.
- Цао Ксуејни: Бесконачни сан Бао Јуа, р. Ненад Пурић, Радио Београд, јануар 1993.
- Мирослав Пендељ: Биоскоп Ексцелзиор, р. Ненад Пурић, Радио Београд, јануар 1993.
- Данил Иванович Хармс: Сметње, р. Кокан Младеновић, Радио Београд, јун 1993.
- Луиђи Пирандело: Папирнати свет, р. Душан Петровић, Радио Београд, јун 1993.
- Јован Стерија Поповић: Покондирена тиква, р. Мирослав Беловић, Радио Београд, мај 1994.
- Драгиша Васић: Пријатељи, р. Ненад Пурић, Радио Београд, септембар 1994.
- Жан Батист Поклен Молијер: Дон Жуан, р. Ненад Пурић, Радио Београд, мај 1995.
- Силвија Јестровић: Овај плес даме бирају, р. Нађа Јањетовић, Радио Београд, децембар 1995.
- Светозар Влајковић: Возић, р. Нађа Јањетовић, Радио Београд, мај 1997.
- Миодраг Ђурђевић: Мачићи, р. Бојан Лазовић, Радио Београд, октобар 1997.
- Вилијем Шекспир: Хероји крвавог престола, р. Дарко Татић, Радио Београд, октобар 1997.
- Милорад Павић: Заувек и дан више (четврта варијанта), р. Драгана Николић, Радио Београд, октобар 2001.
- Никола Први Петровић Његош: Балканска царица, р. Божидар Ђуровић, Радио Београд, новембар 2001.
- Сања Милић: Помирење, р. Нађа Јањетовић, Радио Београд, децембар 2001.
- Вида Огњеновић: Милева Ајнштајн, р. Нађа Јањетовић, Радио Београд, 2002.
- Весна Перић: Крокодилу душе моје - Антон Павлович Чехов, р. Нађа Јањетовић, Радио Београд, фебруар 2004.
- Наташа Дракулић: Петар Кочић, р. Ђурђа Тешић, Радио Београд, фебруар 2006.
- Душан Ковачевић: Радован Трећи, р. Божидар Ђуровић, Радио Београд, јануар 2007.
- Љубинка Стојановић: Здухач, р. Илија Гајица, Радио Београд, октобар 2012.

## Награде
- Награда листа „Јеж“ младом глумцу за улогу Јулија (Венецијанка, Позориште „Двориште“) на Данима комедије у Јагодини, 1986.
- Годишња награда Српског народног позоришта у Новом Саду за улогу Ерла од Гернија 13. и 14. (П. Барнс, Владајућа класа, СНП) у Српском народном позоришту у Новом Саду, 1986.
- Статуета „Ћуран“ за најбоље глумачко остварење за улогу Јоце (И. Брешан, Хамлет у Мрдуши Доњој, Град-театар, Будва и Звездара театар) на Данима комедије у Јагодини, 1989.
- Статуета „Ћуран“ за најбоље глумачко остварење за улогу Алексе (Ј. С. Поповић, Лажа и паралажа, Атеље 212) на Данима комедије у Јагодини, 1994.
- Статуета Слободе за најбољу мушку улогу Освалда Алвинга (Х. Ибзен, Авети, Атеље 212) на Слободарским позоришним свечаностима у Младеновцу, 1994.
- Награда за глумачки пар године „Она и он“ читалаца ТВ Новости за улогу Краља Александра Обреновића у ТВ серији Крај династије Обреновић на Фестивалу глумачких остварења Филмски сусрети у Нишу, 1995.
- Награда стручног жирија за најбоље остварење за улогу у монодрами Детињарије Рејмона Куса на Фестивалу позоришта једног глумца у Никшићу, 1997.
- Награда публике за најбоље остварење за улогу у монодрами Детињарије Рејмона Куса на Фестивалу позоришта једног глумца у Никшићу, 1997.
- Награда критике за најбоље остварење за улогу у монодрами Детињарије Рејмона Куса на Фестивалу позоришта једног глумца у Никшићу, 1997.
- Златна плакета за најбољу мушку улогу у монодрами Детињарије Рејмона Куса на Земун фесту '97 у Земуну, 1997.
- Плакета „Љубиша Јовановић“ за најбоље глумачко остварење за улогу Марка (Ј. Реза, Арт, Атеље 212) на Свечаностима „Љубиша Јовановић“ у Шапцу, 1999.
- Награда „Ардалион“ за најбољу мушку улогу Платонова (М. Фрејн по Чехову, Дивљи мед, Атеље 212) на Југословенском позоришном фестивалу у Ужицу, 2000.
- Награда за скупну игру (заједно са С. Цветковићем и Б. Зеремским) за улогу Марка (Ј. Реза, Арт, Атеље 212) на Бориним позоришним данима у Врању, 2001.
- Награда за најбољу улогу Гавриловића (Ј. С. Поповић, Родољупци, ЈДП) на Фестивалу „Вршачка позоришна јесен“ у Вршцу, 2003.
- Награда „Раша Плаовић“ за најбоље остварење у београдским позориштима за улогу Мефиста (Ј. В. фон Гете, Фауст, Народно позориште) у Народном позоришту у Београду, 2003.
- Годишња награда Народног позоришта у Београду за улогу Мефиста (Ј. В. фон Гете, Фауст, Народно позориште) у Народном позоришту у Београду, 2003.
- Плакета за глумачко остварење вечери за улогу Томе Мелентијевића (Б. Нушић, Свет, НП „Стерија“, Вршац) на Нушићевим данима у Смедереву, 2003.
- Плакета за глумачко остварење вечери за улогу Краља Милана Обреновића (Б. Петковић, Цветови зла, Позориште „Модерна гаража“) на Нушићевим данима у Смедереву, 2004.
- Специјална награда ансамблу представе Брана Атељеа 212 (са П. Краљем, В. Стојиљковићем, Д. Џокић и Б. Зеремским) на Југословенском позоришном фестивалу у Ужицу, 2005.
- Награда за најбољи српски филм приказан у 2008. години (Турнеја у режији Горана Марковића) продуцентима Светозару Цветковићу (Тестамент филмс) и Тихомиру Станићу (Балкан филм) од стране Српске секције Међународне федерације филмских критичара ФИПРЕСЦИ, 2009.
- Статуета „Јазавац у џаку“ за најбоље глумачко остварење за улогу Анђелка (Г. Марковић, Фалсификатор, БДП) на Театар фесту „Петар Кочић“ у Бањој Луци, 2009.
- Статуета „Миливоје Живановић“ за најбоље глумачко остварење за улогу Анђелка (Г. Марковић, Фалсификатор, БДП) на Глумачким свечаностима „Миливоје Живановић“ у Пожаревцу, 2010.
- Награда „Иво Сердар“ за улогу најбоље прихваћену од стране публике за улогу Анђелка (Г. Марковић, Фалсификатор, БДП) на „Данима сатире“ у Загребу, 2010.
- Награда „Златна мимоза“ за најбољу улогу у филму Непријатељ Дејана Зечевића на Филмском фестивалу у Херцег Новом, 2011.
- Повеља за изузетну мушку улогу у филму Непријатељ Дејана Зечевића на Фестивалу глумачких остварења „Филмски сусрети“ у Нишу, 2011.
- Награда за најбољег глумца за улогу у филму Непријатељ Дејана Зечевића на Филмском фестивалу „Фантаспоа“ у Бразилу, 2012.
- Специјална награда „Римски златник“ за допринос Фестивалу на Фестивалу филмског сценарија у Врњачкој Бањи, 2013.
- Награда „Златна мимоза“ за најбољу улогу у филму Фалсификатор Горана Марковића на Филмском фестивалу у Херцег Новом, 2013.
- Повеља за изузетну мушку улогу у филму Фалсификатор Горана Марковића на Фестивалу глумачких остварења „Филмски сусрети“ у Нишу, 2013.
- Награда за најбољу улогу у филму Фалсификатор Горана Марковића на Фестивалу „Мојковачка филмска јесен“ у Мојковцу, 2013.
- Награда за главну мушку улогу у филму Фалсификатор Горана Марковића на Српском филмском фестивалу у Чикагу, 2014.
- Годишња награда за најбоље резултате остварене на сцени Црногорског народног позоришта за улогу Милована Ђиласа у представи Everyman Ђилас, ЦНП Подгорица, 2014.
- Награда за најбољег глумца за улогу у ТВ серији Убице мог оца на Међународном фестивалу драма и серија ФЕДИС у Београду, 2017.
- Награда за најбољег глумца у такмичарском програму „Српски филм (Србија и пријатељи)“ за улогу у филму Делиријум тременс Горана Марковића на ФЕСТ-у у Београду, 2019.
- Награда „Бата Живојиновић“ за улогу у филму Делиријум тременс Горана Марковића на СОфесту у Сопоту, 2019.
- Награда продуцентске куће „Scomediasco“ за епизоду Љубише (Д. Михајловић, Петријин венац, Атеље 212) на Стеријином позорју у Новом Саду, 2019.
- Гран при „Наиса“ за улогу у филму Делиријум тременс Горана Марковића на Фестивалу глумачких остварења Филмски сусрети у Нишу, 2019.
- Награда за најбољу улогу у филму Делиријум тременс Горана Марковића на Фестивалу „Мојковачка филмска јесен“ у Мојковцу, 2019.
- Награда за главну мушку улогу у филму Делиријум тременс Горана Марковића на Српском филмском фестивалу у Чикагу, 2019. (награда уручена 2022.)
- Награда за најбољег глумца за улогу Пикаса (Џ. Хачер, Један Пикасо, Атеље 212) на Фестивалу дуодраме у Тополи, 2021.